# Kunszt Wodny w Gdańsku

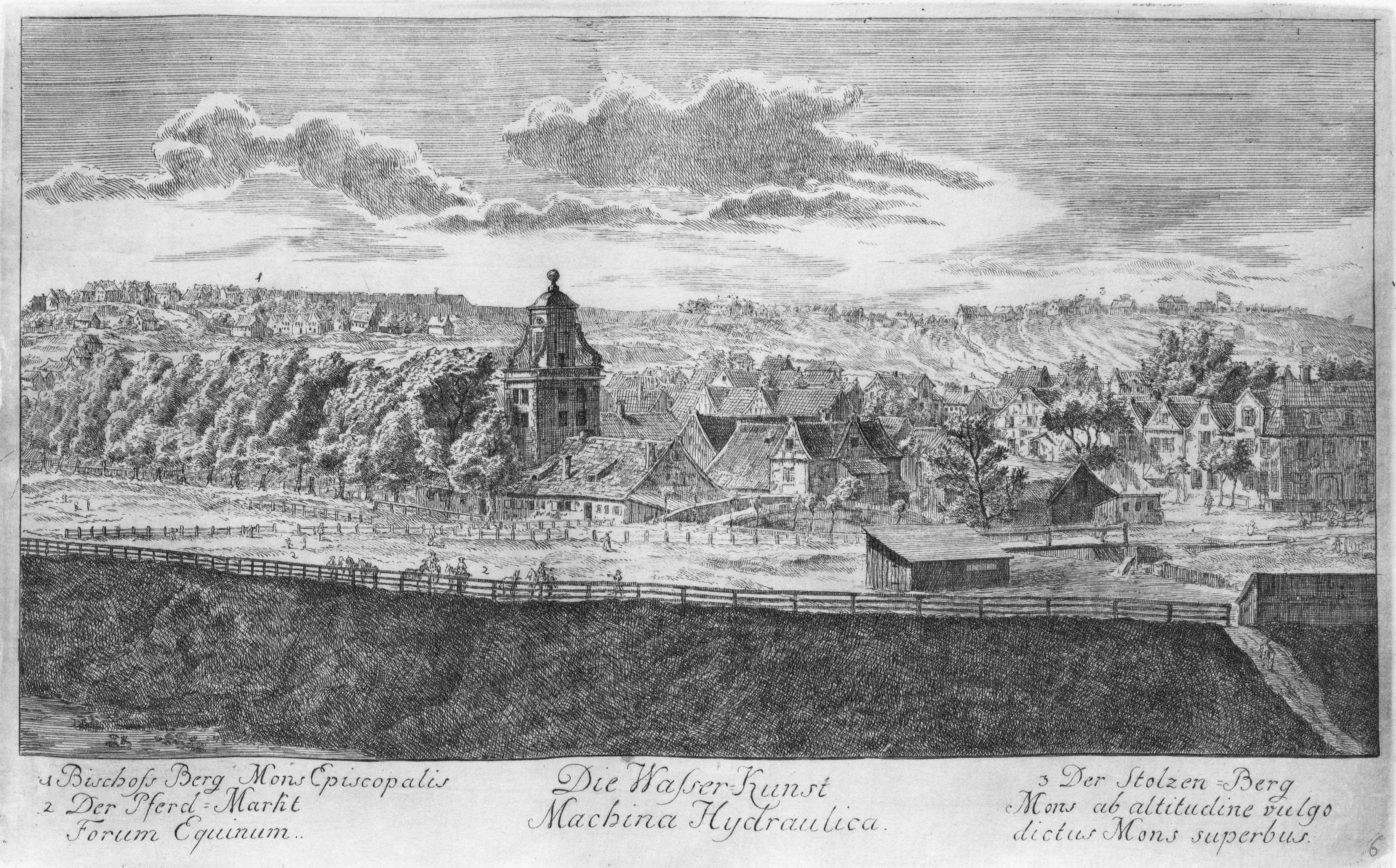
Kunszt Wodny znajdujący się nad kanałem Raduni w Gdańsku (rycina z 1765 roku)

Kunszt Wodny w Gdańsku (niem. Wasserkunst in Danzig) – kunszt wodny (stacja pomp) znajdujący się w Gdańsku nad kanałem Raduni, funkcjonujący w latach 1539–1852.

## Lokalizacja

Plan Głównego Miasta m.in. z ulicą Długą i Długim Targiem, pochodzący z 1719 roku. Na planie zaznaczono obiekty, do których docierała rurami woda z Kunsztu Wodnego, zaznaczonego w lewym dolnym rogu mapy, a jego budynek ukazano w prawym dolnym rogu.

Lokalizacja gdańskiego Kunsztu Wodnego nieco zmieniała się na przestrzeni czasu w związku ze zniszczeniami wojennymi i koniecznymi odbudowami, jednak zawsze znajdował się on nad kanałem Raduni, po zachodniej stronie Głównego Miasta, mniej więcej naprzeciw Bramy Wyżynnej. Pierwszy Kunszt Wodny znajdował się nieco bardziej na północ niż późniejsze lokalizacje. W roku 1584 przeniesiony został w okolice dzisiejszego Targu Rakowego. Najstarszy zachowany plan wodociągów Gdańska autorstwa Melchiora Heina z 1625 roku ukazuje Kunszt Wodny na prawym brzegu kanału Raduni. Adres Kunsztu Wodnego (w późniejszej epoce, gdy Gdańsk posiadał już adresy) to Heumarkt 2 (obecnie Targ Sienny).

## Historia

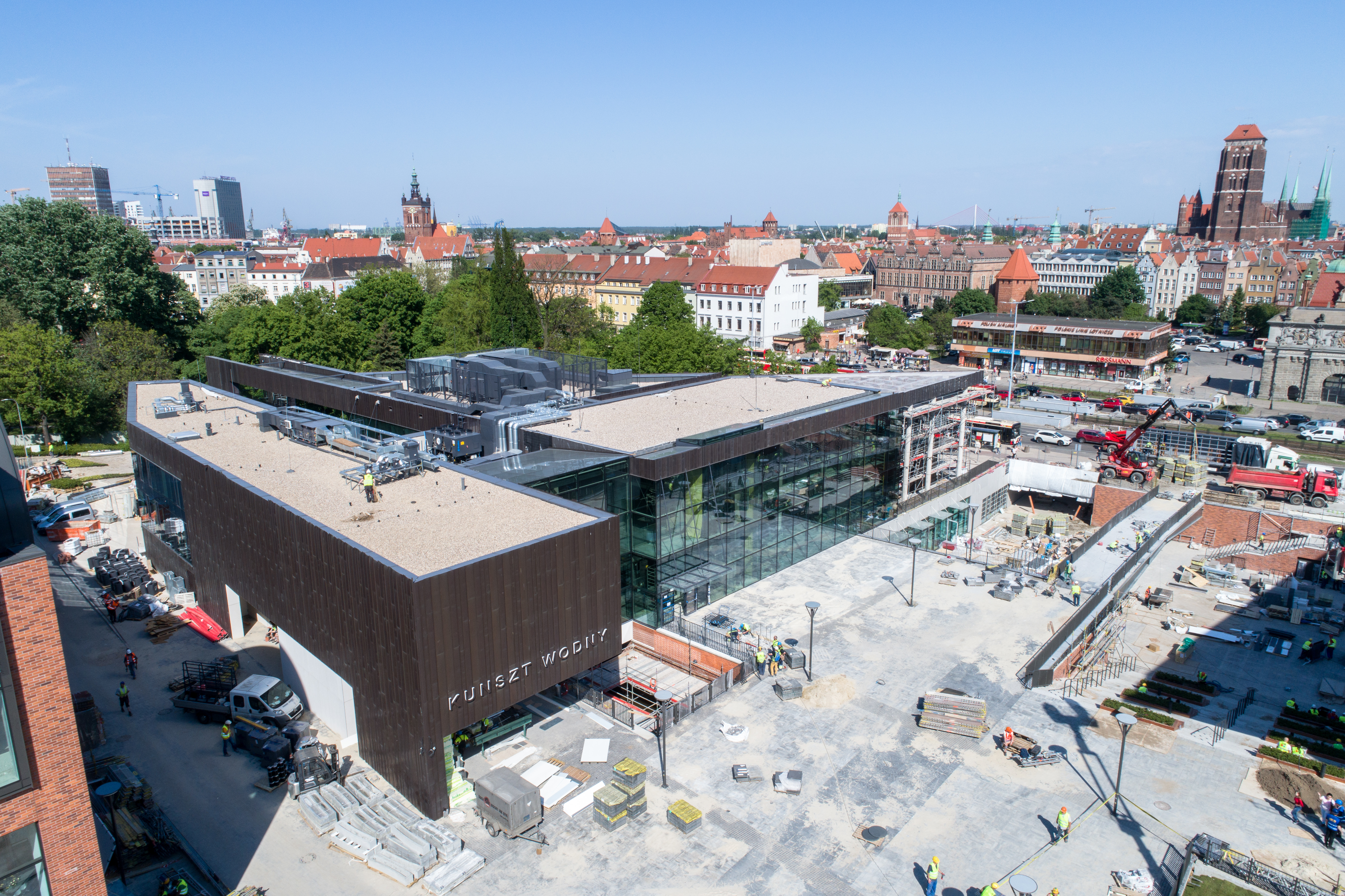
Nowa siedziba Instytutu Kultury Miejskiej

Do początków XVI wieku źródłem wody pitnej dla Gdańska był kanał Raduni, jednak epidemie nawiedzające miasto w tamtym okresie wzbudziły niepokój mieszkańców, czy woda płynąca w otwartym kanale środkiem miejskiej zabudowy jest zdatna do picia. W roku 1536 rajcy miejscy poprosili króla polskiego Zygmunta Starego o pozwolenie, by pobierać wodę z jeziora Jasień położonego na zachód od Gdańska. Dwór królewski, obawiając się nadmiernej eksploatacji jeziora i ze względu na przeszkody prawne, dopiero po kilkakrotnych naleganiach udzielił miastu właściwego pozwolenia. Pierwszym etapem była budowa wodociągu miejskiego, ale z powodu różnicy poziomów między terenami na zachód od Gdańska a Głównym Miastem zaistniała potrzeba budowy stacji pomp. Została ona uruchomiona w roku 1539. Stacja działała od połowy XVI wieku do lat 70. XIX wieku i zapewniała odpowiednie ciśnienie w miejskich wodociągach. 
W ciągu ponadtrzystuletniej historii kunsztu wodnego obiekt wielokrotnie odnawiano i przebudowywano. W roku 1562 miał miejsce jeden z pożarów, po którym trzeba było instalację odbudować. W latach 1573–1576 powstał nowy Kunszt Wodny, który został zniszczony w roku 1577 podczas oblężenia Gdańska przez polskiego króla Stefana Batorego. Odbudowano go ponownie w latach 1584–1593 z podziemnym systemem dostarczania wody do miasta.
Modernizację kunsztu wodnego przeprowadzili m.in. Adam Wijbe w latach 1639–1653 oraz Michael Wittwerck i Jean Charpentier w latach 1717–1719. Zachowano charakterystyczny kształt wieży, jednak wygląd budowli zmieniał się wraz ze stylami architektonicznymi. Rysunki Matthaeusa Deischa pokazują, że w połowie XVIII wieku Kunszt Wodny miał kształt czteropiętrowej wieży w stylu barokowym.
Wskutek pogarszającej się sytuacji gospodarczej Gdańska w XVIII wieku władze miasta przeznaczały coraz mniej środków na utrzymanie Kunsztu Wodnego. Po pożarze w maju 1852 nie został odbudowany – jego funkcję z czasem przejęła zainstalowana w 1869 roku sieć miejskich wodociągów. Resztki konstrukcji rozebrano około roku 1920.
Obecnie w miejscu historycznego Kunsztu Wodnego znajduje się budynek o tej samej nazwie z adresem Targ Rakowy 11. Powstał w ramach zagospodarowania Targu Siennego i Targu Rakowego jako jeden z celów publicznych w formule partnerstwa inwestora prywatnego (koncernu Multi Development BV) z partnerem publicznym (Miasto Gdańsk). Oficjalna wartość inwestycji zrealizowanych na rzecz miasta w ramach tego projektu przez inwestora wynosi blisko 140 mln zł. Otwarcie obiektu miasto zapowiadało pierwotnie na wiosnę 2018, następnie, po kilkukrotnym przesunięciu (m.in. na maj 2019) na IV kwartał 2019, I kwartał 2021, a obecnie na przełom 2021 i 2022, tj. po wykończeniu wnętrza budynku przez wykonawcę, na co ten będzie miał 10 miesięcy od zawarcia umowy. Otwarcie ofert w postępowaniu zmierzającym do jego wyłonienia zaplanowano na 13 stycznia 2020, a szacowany koszt realizacji wnętrz na 12 mln zł.
Obiekt będzie siedzibą samorządowej instytucji miasta Gdańska o nazwie Instytutu Kultury Miejskiej. Zaplanowano tu m.in.: punkt informacji kulturalnej, kino autorskie, księgarnia, bistro/restauracja, sale warsztatowe, pracownia, audytorium (sala koncertowo-teatralna) ze 180 miejscami oraz makieta śródmieścia Gdańska i stoczni o wartości 3 mln zł, wraz z posadzką z planem Gdańska, mapą ścienną oraz stołem z multimediami. W sali makiety znajdzie się mechanizm pokazujący działanie oryginalnego Kunsztu Wodnego. Atrakcją będzie instalacja z umieszczonymi w piwnicy pompami tłoczącymi wodę na dach obiektu, skąd będzie ona spływać kaskadowo po szklanych elementach z powrotem do brodzika umiejscowionego w Kanale Raduni. Sam budynek składa się z dwóch części osadzonych po dwóch stronach kanału. Elewację zdobi miedziana blacha, która ma nawiązywać do zabudowy Głównego Miasta - jej kolor przypominać ma barwę wieży bazyliki Mariackiej. Na wysokości pierwszego piętra znajduje się stalowy trap, którym będzie można dojść do spływu wody, podziwiając po drodze widoki na panoramę Gdańska i kanał.

## Mechanizm

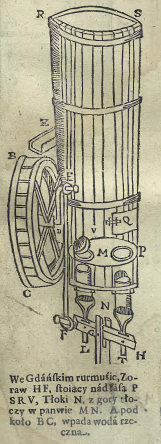
„Rurmusz na kształt gdańskiego” (Stanisław Solski, 1690)

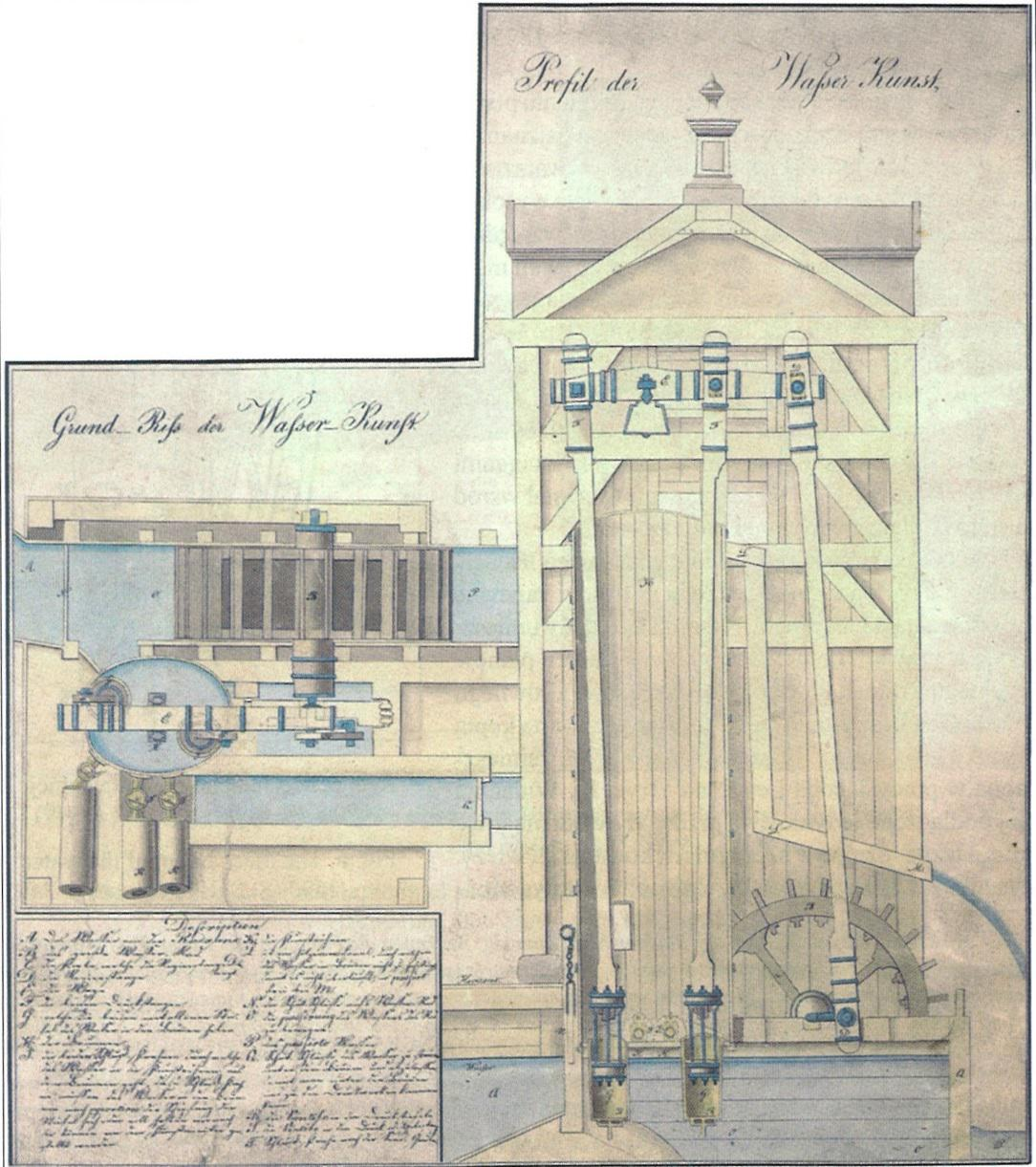
Przekrój poprzeczny Kunsztu Wodnego (rycina z 1825 roku)

W Kunszcie Wodnym zastosowano prawdopodobnie mechanizm pompy tłokowej. Potwierdzałaby to najstarsza zachowana ilustracja, aksonometryczny rysunek zawarty w pracy Stanisława Solskiego z 1690 roku. Solski zatytułował rozdział z ilustracją: „Rurmusz na kształt gdańskiego”, co sugeruje podobieństwo, ale nie identyczność przedstawionego mechanizmu.
Na początku XVII wieku Kunszt Wodny został zmodernizowany. Na Targu Rakowym powstał budynek o długości 50 metrów i wieży wysokiej na 10 metrów. Wewnątrz kunsztu, na dnie eliptycznego drewnianego zbiornika na wodę, zwanego kufą, tuż nad lustrem wody kanału Raduni pracowały dwie cylindryczne pompy tłokowe (cylindry wykonano z brązu lub mosiądzu). Ich zadaniem było wtłaczanie wody do zbiornika, skąd płynęła dalej do rur przerzuconych nad miejską fosą po przęsłach mostu przed Bramą Wyżynną i dalej do sieci rur miejskich na Głównym i Starym Mieście. Wysokość zbiornika wynosiła około 8,6 m (około 30 stóp gdańskich), pojemność – ponad 50 m³. Zbiornik miał pomieścić przede wszystkim mechanizm pompy, a jego wysokość przekładała się na wartość ciśnienia wytwarzanego w dolnej części: około 1 bara. Zbudowany był z długich drewnianych klepek spiętych metalowymi obręczami.
Na osi koła wodnego o średnicy 3,2 m osadzony był mimośrodkowo metalowy (prawdopodobnie żelazny) korbowód. Na drugim końcu korbowodu znajdował się wahacz, przymocowany do drągów tłokowych (tłoczysk). Wahacz, wprawiany w ruch przez korbowód, wymuszał posuwisto-zwrotny, naprzemienny ruch tłoczysk. Tłoki i zawory umieszczone na dolnych końcach drągów zasysały wodę z kanału Raduni i podnosiły ją do zbiornika.
W najniższej części zbiornika podłączone były trzy ciągi drewnianych rur doprowadzających wodę do miasta. Zawory przy rurach były kurkowe, obrotowe, wyposażone w owalne otwory, gdzie wkładano okuty drąg, aby wykonać obrót na zasadzie dźwigni. Dno zbiornika i rury wkopano w ziemię prawdopodobnie na głębokość około 1,5 m.
Napełnienie kufy trwało 15 minut. Wydajność mechanizmu szacuje się na około 4800 m³ na dobę, co dawałoby średnio po 80 l wody przypadających na jednego mieszkańca ówczesnego Gdańska. Nadmiar wody odprowadzano z powrotem do kanału Raduni przy użyciu przewodu przelewowego pod górną krawędzią kufy.
Do czasów współczesnych zachowały się trzy rysunki ukazujące całościowo mechanizm gdańskiego Kunsztu Wodnego: Johanna Corneliusa Ackermanna z 1717 roku, Jeana Charpentiera z 1719 roku i T. Lindenaua z 1825 roku. Wszystkie trzy stanowią kopie rysunku pochodzącego z kopii planów wodociągów Głównego Miasta, autorstwa Michaela Wittwercka (losy oryginału są nieznane).

Zdaniem profesora Jerzego Sampa: 

Z pewnością gdański „Wasserkunst” był budowlą wyjątkową, a zarazem nader oryginalną, skoro uchodził (obok Twierdzy Wisłoujście) za jedną z największych i najbardziej godnych obejrzenia osobliwości okolic miasta.